# Pedro Miguel Neves
Pedro Miguel Rodrigues Neves (10 agosto 1968) è un ex cestista portoghese, di ruolo playmaker.

## Carriera
Ha giocato prima per il Vasco da Gama e per il Porto. Ha raggiunto i migliori risultati della sua carriera con il Benfica, dove è stato uno dei migliori giocatori della sua ''Era d'oro''. Ha conquistato il titolo di campione nazionale per cinque volte, dal 1991 al 1995 e cinque Taça de Portugal. Era il capitano del Benfica quando si è visto obbligato ad abbandonare la competizione, nell'aprile del 2000 a causa di una grave lesione, quando aveva appena 31 anni.
Ha giocato 84 volte per la Nazionale di pallacanestro del Portogallo, dal 1988 al 1998.